# Gransork
Gransork är det svenska trivialnamnet för olika arter av släktet åkersorkar (Microtus). De sammanfattades tidigare i ett släkte med det vetenskapliga namnet Pitymys.
Nyare studier visade att dessa gnagare inte är närmare släkt med varandra än med andra åkersorkar. Pitymys finns kvar som undersläkte med endast tre arter som lever i Nordamerika.
Gransorkar utgör alltså ingen systematisk grupp.